# 林浩司
林 浩司（はやし こうじ、1970年8月7日 - ）は、日本のシンガーソングライター、作曲家、音楽プロデューサー。大阪府高槻市出身。

## 略歴
1994年、東芝EMIより「林浩治」名義にてデビュー。シングル4枚とアルバム1枚をリリース。
1997年、メルダックに移籍し、「林浩司」名義にてシングル「TRUTH」をリリース。
その後、歌手活動を中断し、楽曲提供、イベント音楽制作を開始する。

## ディスコグラフィー

### シングル
- 君だけのLOVE SONG（1994年11月9日）（作曲：林浩司・作詞：加藤健（kenn kato） 編曲：鳥山雄司）
- ある日ぼくらは突然に（1995年5月10日）（作曲：林浩司・鳥山雄司・作詞：康珍化　編曲：鳥山雄司）
- こんなに君だけなのに（1995年9月20日）（作曲：林浩司・作詞：白峰美津子　編曲：鳥山雄司）
- Wild vision （1995年11月22日）（作曲：佐藤英敏・作詞：石川雅俊・編曲：鳥山雄司）
- TRUTH（1997年7月24日）（作曲：林浩司・作詞：加藤健（kenn kato）・編曲：rom△ntic high）

### アルバム
Hearts Whisper（1996年2月21日）
- ある日ぼくらは突然に（作曲：林浩司・鳥山雄司・作詞：康珍化　編曲：鳥山雄司）
- TWO Wings （作曲：中村英俊・作詞：石川雅俊・編曲：鳥山雄司）
- Wild vision （作曲：佐藤英敏・作詞：石川雅俊・編曲：鳥山雄司）
- black sun（作曲：林浩司・鳥山雄司・作詞：川村真澄・編曲：鳥山雄司）
- 思い出は雨の中（作曲：長岡成貢・作詞：白峰美津子・編曲：鳥山雄司）
- こんなに君だけなのに（作曲：林浩司・作詞：白峰美津子　編曲：鳥山雄司）
- ゼロのくちびる（作曲：林浩司・作詞：川村真澄・編曲：鳥山雄司）
- 君だけのLove Song（作曲：林浩司・作詞：加藤健（kenn kato） 編曲：鳥山雄司）
- Interlude
- 天使の微笑（作曲：中村英俊・作詞：加藤健（kenn kato）・編曲：鳥山雄司）
- ずっと見つめていたい（作曲：林浩司・鳥山雄司・作詞：康珍化　編曲：鳥山雄司）
- この涙乾いたら・・・（作曲：林浩司・作詞：林浩司・編曲：鳥山雄司）
- いつでも君はそこにいるのに（作曲：林浩司・鳥山雄司・作詞：康珍化　編曲：鳥山雄司）

### 楽曲提供
- SAICO 9〜nine〜　アルバム（1998年10月7日）
  - 挑戦的な太陽（作曲：林浩司・作詞：サイコ）
  - ループ（作曲：林浩司・作詞：サイコ）
  - たとえどんなことがあっても（作曲：林浩司・作詞：サイコ）

- ANNA
  - BITTAR SWEET (1999年11月17日）（作曲：林浩司・作詞：岡部真理子・編曲：Charlie Komuta）

- 森下玲可
  - My sweet days〜サヨナラ〜（2000年11月1日）（作曲：林浩司・作詞：森下玲可・編曲：林浩司・武藤 浩）

- 中島美嘉
  - TEARS（粉雪が舞うように...）（2001年11月7日）（作曲：林浩司・作詞：秋元康・編曲：COLDFEET）
  - Fed up アルバム「MUSIC」（2005年3月9日）（作曲：林浩司・作詞：中島美嘉・編曲：根岸孝旨）

- 柴咲コウ
  - no fear（2002年7月24日）（作曲：林浩司・作詞：柴咲コウ・編曲：中村哲）

- Ken Tyla
  - Green Eyes　- I'm with you （作曲：林浩司・作詞：Ken Tyla

- SAYAKA
  - Mermaid（2003年8月20日）（作曲：林浩司・作詞：SAYAKA・編曲：鳥山雄司）

- 松田聖子
  - 花びら アルバム　fairy  （2005年4月6日）（作曲：林浩司・鳥山雄司・作詞：松田聖子・編曲：鳥山雄司）

- 郷ひろみ
  - いま、ここにいる理由（2005年10月19日）（作曲：林浩司・作詞：Kenn Kato・編曲：Miklos Malek）

- 高橋真梨子
  - 僕の嘘（2006年5月14日）（作曲：林浩司・作詞：高橋真梨子・編曲：坂本昌之）

- 華原朋美
  - しあわせの道 アルバム　NAKED （2005年6月29日）（作曲：林浩司・作詞：秋元康・編曲：羽毛田丈史）

- 藤重政孝
  - 楓（2008年2月8日）（作曲：林浩司・作詞：藤重政孝）

- 冴木杏奈
  - 最初の一歩（2013年1月9日）（作曲：林浩司・作詞：及川眠子・編曲：矢田部正）
  - With love （2013年1月9日）（作曲：林浩司・作詞：及川眠子・編曲：矢田部正）

- 和田青児
  - Happy Version（2013年9月14日）（作曲：林浩司・作詞：及川眠子・編曲：小林信吾）
  - For My Angel （2014年5月7日）（作曲：林浩司・作詞：及川眠子・編曲：矢田部正）

- 花咲ゆき美
  - たった一人のあなたのために（2014年9月3日）（作曲：林浩司・作詞：伊藤美和・編曲：船山基紀

- DEE CHIKA
  - レイン（2010年）（作曲：林浩司・作詞：DEE CHIKA・編曲：林浩司）

- 當山奈央　　　　　　
  - Forget me not （2024年5月30日）（作曲：林浩司・當山奈央・作詞：荘野ジュリ・編曲：Doug Petty）
  - YOU are  (2024年6月19日）　（作曲：林浩司・當山奈央・作詞：荘野ジュリ・編曲：Doug Petty）
  - Life （2024年7月4日）　（作曲：林浩司・當山奈央・作詞：荘野ジュリ・編曲：Doug Petty）
  - Breeze  (2024年7月28日）（作曲：林浩司・當山奈央・作詞：荘野ジュリ・編曲：Doug Petty）

### コンピレーションアルバム
entrance to TRANCE -BRAND-NEW TRANCE RAVE in JAPAN  （2001年8月22日 作曲・Instrumental・remix）
- LOVE SONG FOR YOU
- MOVE
- 止まらない心
- SOMEWHERE IN THIS WORLD
- SWAN LAKE

LOVE LIGHT (2009年4月1日 作曲）
- Just U KOZY HAYASHI vs DJ MOCHIZUKI feat.YURAI

- Heartbeat KOZY HAYASHI vs DJ MOCHIZUKI feat.NAO

globe EDM Sessions  (2013年3月27日）（remix)
- Love again（2013 ORIGINAL PANTHER KOZY.H REMIX）

### テレビアニメ
- ぴちぴちピッチ
- 太陽の楽園〜Promised Land〜（2003年4月16日）
- Legend of Mermaid（作曲：林浩司・作詞：三井ゆきこ・編曲：林浩司
- MOTHER SYMPHONY （2004年7月14日）
- Piece of Love（作曲：林浩司・作詞：三井ゆきこ・編曲：竹田元
- マーメイドメロディー ボーカルコレクション ピュアBOX2（2004年12月15日)
- 七つの海の物語（作曲：林浩司・作詞：三井ゆきこ・編曲：三輪悟

### ドキュメンタリー
- 『Viewfinder -Dream Amiが切り取る世界-』(2025年、MUSIC ON! TV)
- 『Viewfinder -藤巻亮太が描く音の風景-』(2025年、MUSIC ON! TV)
- BAD HOP LAST ALBUM IN ATLANTA (Amazon Music) - ORIGINAL BGM (2024年2月9日)[6]
- M-ON! SPECIAL 「Toua」 ～I am I～ - ORIGINAL BGM (2024年)
- MUSIC ON! TV「M-ON! SPECIAL『FRUITS ZIPPER』～Summer History 2024～＜#1＞」 - ORIGINAL BGM (2024年)
- MUSIC ON! TV「M-ON! SPECIAL『FRUITS ZIPPER』～櫻井優衣10th ANNIVERSARY SPECIAL～」 - ORIGINAL BGM (2024年)

### イベント
- オートバックス・スーパーGTの第4戦「SUPER GT International Series MALAYSIA」「君が代」斉唱 (2007年)
- 阪神タイガース開幕戦　選手入場音楽制作 (2021年)
- 阪神タイガース開幕戦　選手入場音楽制作 (2022年)